# Château d'eau (Turku)
Pour les articles homonymes, voir Château d'eau (homonymie).
Le château d'eau de Turku (en finnois : Turun vesilinna) est un château d'eau construit dans le quartier I de Turku en Finlande.

## Présentation
Le bâtiment monumental a été conçu par les architectes Erik Bryggman et Albert Richardtson (fi).
Sa construction s'est achevée en 1941 sur la colline Yliopistonmäki.
La façade grise du bâtiment rectangulaire en forme de boîte est en pierre calcaire et ponctuée de pilastres.
L'ingénieur Emil Holmberg était responsable de la conception structurelle. 
Le château d'eau dispose de deux réservoirs en béton d'un volume total de 6 000 m3.
Dans la partie inférieure du bâtiment, il y a une salle d'escalade.

## Histoire
Un concours d'architecte est organisé en 1929 pour la conception du château d'eau de Turku sur la colline qui s'appelait alors Ryssänmäki. 
Le concours est remporté par Ragnar Ypyä.
Le nouveau château d'eau n'a été budgetée que 10 ans plus tard, lorsque la conception de la tour a été confiée à Erik Bryggman, qui avait reçu le deuxième prix du concours d'architecte.
La conception finale a été réalisée par Erik Bryggman avec Albert Richardtson, qui connaissait bien l'architecture industrielle.
Lorsque la guerre d'hiver a éclaté, les travaux étaient inachevés et le batiment sera  achevé pendant la guerre de continuation en 1941,.

## Protection
Le château d'eau de Turku fait partie, avec les bâtiments du département de l'université,  des Sites culturels construits d'intérêt national en Finlande inventoriés par la direction des musées de Finlande.

## Galerie

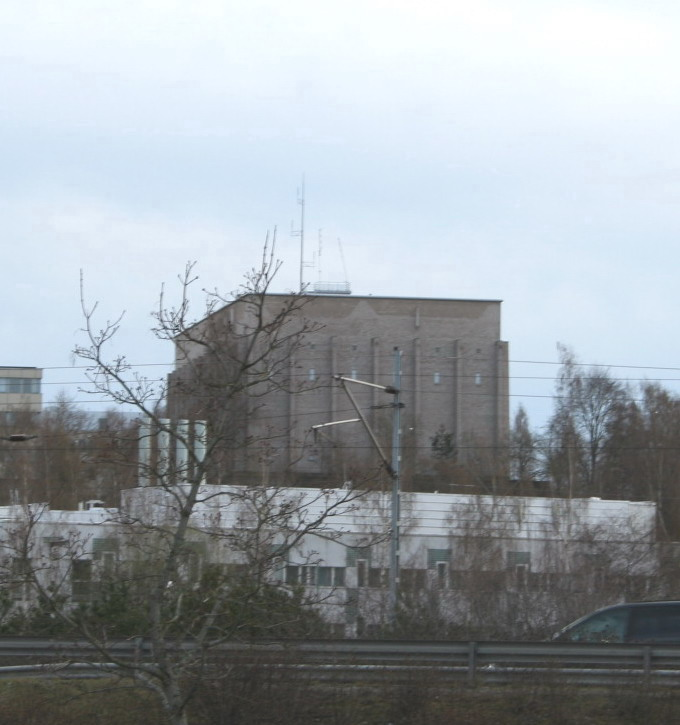
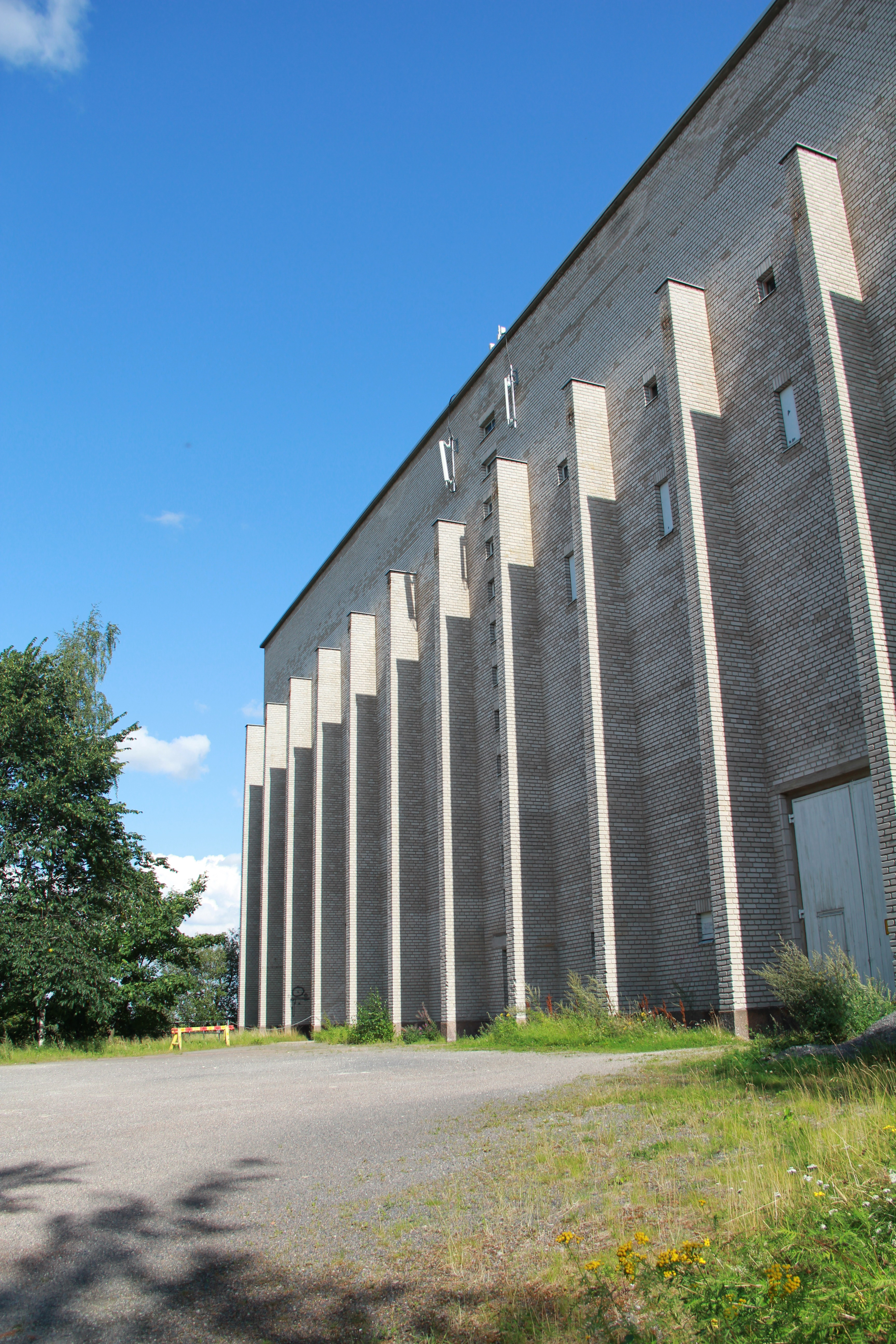
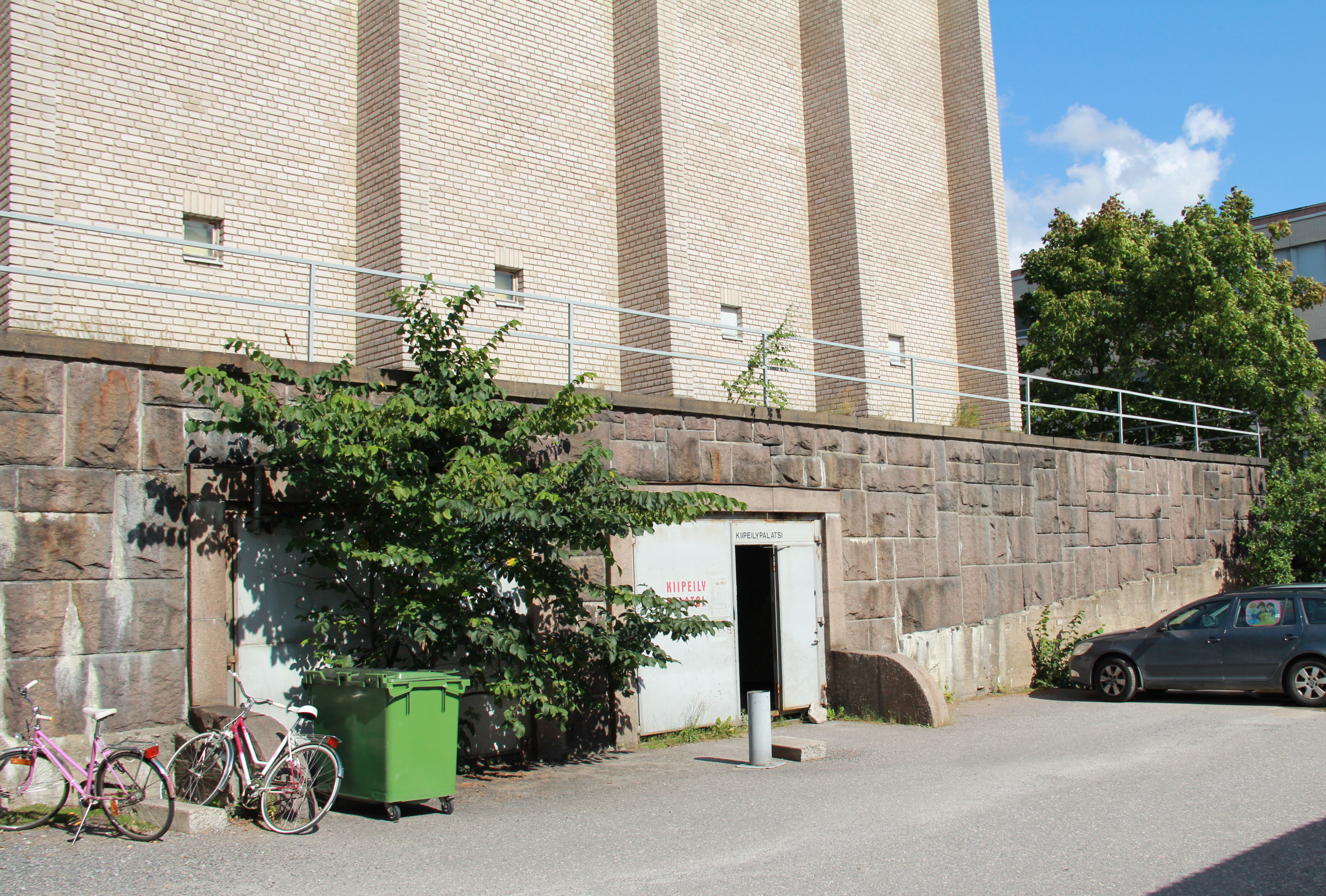